# Дороти Сейърс
Дороти Сейърс (на английски: Dorothy Sayers) е английска преводачка, драматург, поетеса и писателка на произведения в жанр криминален роман, исторически роман, трилър, лирика и документалистика.
Тя е най-известна със своите мистерии, поредица от криминални романи и разкази, развиващи се между Първата и Втората световна война, които представят английския аристократ и детектив аматьор лорд Питър Уимзи. Счита се за една от четирите „Кралици на престъпността“, заедно с Агата Кристи, Марджъри Алингам и Нгайо Марш в Златния век на криминалната литература.

## Биография и творчество
Дороти Лий Сейърс е родена на 13 юни 1893 г. в Оксфорд, Англия. Единствено дете в семейството на пастора Хенри Сайърс и Хелън Мери Лий. Израства в малкото селце Блунтишам в Хънтингдъншър, където е изпратен баща ѝ. Още от шестгодишна баща ѝ започна да я учи на латински, а тя сама се научава да свири на пиано. Учи в училище-интернат в Солсбъри. По-късно семейството ѝ се премества да живее в Крайстчърч, Кеймбриджшър. През 1912 г. получава стипендия „Гилкрист“ в Съмървил Колидж на Оксфордския университет, където изучава съвременни езици и средновековна литература, и завършва с първокласно отличие през 1915 г. През 1920 г. тя завършва с магистърска степен и е сред първите жени, които получават диплома. Опитът ѝ от академичния живот в Оксфорд вдъхновява роман ѝ „Гауди нощ“. 
Първата ѝ книга, стихосбирката OP. I, е издадена през 1916 г., а втората ѝ книга със стихове, „Католически приказки и християнски песни“, е публикувана през 1918 г. След дипломирането си в периода 1922 – 1931 г. работи за издателство „Блекуел“ и като учител на няколко места, включително в Нормандия. Публикува редица стихотворения в списание „Оксфорд“. През 1920 г. пише две стихотворения, едно от които е любовно стихотворение „Вероника“, което е публикувано в първия и единствен брой на „Кворумът“, първото хомосексуално списание във Великобритания. В началото на 20-те години работи за издателство „Виктор Голанц“. В периода 1922 – 1931 г. работи като копирайтър в рекламната агенция „Бенсън“. 
Първият роман „Чие е тялото?“ от емблематичната ѝ поредица „Мистериите на лорд Питър“ е издаден през 1923 г. Архитект намира във ваната си тялото на непознат гол мъж със златно пенсне, който се оказва прочутият лондонски банкер сър Рубен Леви. Със загадката се заема детективът-аристократ лорд Питър, който разбира, че случаят е далеч по-загадъчен и зловещ. Лорд Питър е екстравагантен детектив с боен опит от Западния фронт, който има феноменален интелект, изтънчени хобита и елегантно чувство за хумор.
Следващият ѝ роман от поредицата, „Облак от свидетели“ е издаден през 1926 г. След почивка в планините на Корсика, на връщане в Париж лорд Питър научава от пресата, че брат му Джералд, херцогът на Денвър, е арестуван за убийството на годеника на по-малката си сестра, и се заема с разследването, за да изчисти името на семейството си.
През 1931 г. е издаден романът ѝ от поредицата „Пет червени херинги“. Тялото на художника Санди Кембъл е открито в подножието на стръмен хълм, на чийто връх стои стативът му. Версията за случаен инцидент не допада на лорд Питър, и той открива, че никой в идиличното село Къркъдбрайт не харесва Кембъл, но шест от жителите го мразят достатъчно, за да станат заподозрени. Петима от тях са невинни – пет червени херинги, но шестият е гениален убиец.
С романа от поредицата „Силна отрова“ от 1930 г. въвежда героинята Хариет Вейн, писателка на детективски романи, която първоначално е негова клиентка, обвинена в убийство. Детективът се влюбва в нея и ѝ предлага брак, но тя отказва да започне връзка с него, травматизирана от случая. Впоследствие му помага за разрешаване на убийство („Вземете трупа му“, 1932 г.), отвръща на любовта му („Обезобразена нощ“, 1935 г.) и се омъжва за него („Меденият месец“, 1937 г.). Развитието на героинята продължава в романите в допълнението на поредицата от Джил Пейтън Уолш.
Тя е и авторка на единадесет разказа за Монтегю Ег, продавач на вино и спиртни напитки, който разгадава мистерии. Шест от разказите са публикувани в сборника Hangman's Holiday, а останалите пет в In the Teeth of the Evidence (1939), заедно с разкази за лорд Питър.
Много от произведенията ѝ са адаптирани в театрални и радио пиеси, и са екранизирани във филми и телевизионни сериали.
Дороти Сейърс прави правод на „Божествена комедия“ на Данте Алигиери. Първата част „Адът“ е издаден през 1949 г., втората – „Чистилище“ през 1955 г., а за третата – „Рай“ превежда 20 песни до смъртта си, а останалите 13 са завършени от Барбара Рейнолдс през 1962 г. Преводът ѝ запазва оригиналната италианска схема на рима – терцина. Освен това преводът ѝ включва обширни бележки в края на всяка песен, обясняващи богословския смисъл на християнската алегория.
В началото на 40-те години на XX в. създава поредица от 12 радиопиеси за Би Би Си. С пиесата „Роден да бъде Цар“ от 1941 г. прави смел за онова време опит да преведе Евангелието на ежедневния език. В религиозни си пиеси тя се опитва да доближи евангелските сюжети до зрителя и слушателя, да ги накара да звучат съвременно и актуално. Някои от нейните герои дори говорят кокни – езика на простолюдието в Лондон.
По същото време тя пише философски и богословски трудове по теми, свързани с естеството на творчеството, християнската догматика и проблемите на образованието. Тя счита, че писателят има право да говори за Бога, използвайки похватите на литературата като инструмент, а апологетична ѝ книга „Разумът на Твореца“ от 1941 г. е посветена на тази тема.
Тя също така пише много за британската преса и става позната фигура в радио Би Би Си по време на Втората световна война, като популярен моралист и талантлив лектор. През 1950 г. тя е удостоена с почетната степен „доктор хонорис кауза“ по литература от университета в Дърам.
Личният живот на Дороти Сейърс е много объркан, тя има една катастрофална връзка след друга. През 1920 г. се влюбва в еврейския руски емигрант и поет имажист Джон Курнос, който обаче е против моногамията и брака, и е посветен на свободната любов. Тя не консумира връзката си с него неомъжена, поради религиозните си убеждения и след две години те се разделят. Преживяванията ѝ с него служат за оформяне на характера на героинята ѝ Хариет Вейн, а той е прототип за героя ѝ Филип Бойс в романа ѝ „Силна отрова“. През 1923 г. тя има връзка със свой бивш съученик, когато той се премества да живее в същия блок. Тя вече е бременна от него, когато научава, че той е женен, и те се разделят. На 3 януари 1924 г. тя ражда тайно синът си Джон Антъни, който е отгледан в началото като неин племенник, а по-късно е осиновен от семейството ѝ. Истината е разкрита едва след смъртта ѝ. На 13 април 1926 г. се жени за капитан Осуалд „Мак“ Флеминг, шотландски журналист, който е разведен с две дъщери. С течение на времето здравето на Флеминг се влошава, до голяма степен поради службата му през Първата световна война. През 1950 г. той умира след десетилетие на тежки заболявания.
През 1930 г. тя става съосновател на литературното общество на писателите на криминални романи „Детективски клуб“ с Агата Кристи, Ричард Остин Фриман, Гилбърт Кийт Честъртън (първият му президент), и др., който е ѝ източник за вдъхновение и за трайни приятелства. Членовете финансират своя клуб, като пишат поредица от пиеси и романи, като добавят по една глава и след това прехвърлят работата на следващия писател. В периода 1949 – 1957 г. тя става президент на клуба.
Дороти Сейърс умира внезапно от сърдечна недостатъчност на 17 декември 1957 г. в Уитъм, Есекс. Тя е кремирана и прахът ѝ е погребан под кулата на църквата „Св. Анна“, Сохо, Лондон, където е била църковен настоятел в продължение на много години. През 1970 г. е създадено Общество „Дороти Сейърс“, което е базирано в дома в Уитъм, и е посветено на популяризирането на творбите ѝ издавайки списанието „Сейърс ревю“. През 1993 г. в нейна памет е открит паметник прад дома ѝ.

## Произведения

### Самостоятелни романи
- The Documents in the Case (1930)[1]

### Поредица „Мистериите на лорд Питър“ (Lord Peter Wimsey)
1. Whose Body? (1923)[1][2][3][5]
Чие е тялото?, изд.: „Пергамент прес“, София (2020), прев. Мариана Христова
2. Clouds of Witness (1926)
Облак от свидетели, изд.: „Пергамент прес“, София (2020), прев. Мариана Христова
3. Unnatural Death (1927)
4. The Unpleasantness at the Bellona Club (1928)
5. Strong Poison (1930)
6. The Five Red Herrings (1931)
Пет червени херинги, изд.: „ Абагар“, София (1997), прев. Ирина Димитрова
7. Have His Carcase (1932)
8. Murder Must Advertise (1933)
9. The Nine Tailors (1934)
10. Gaudy Night (1935)
11. Busman's Honeymoon (1937)

поредицата е продължена от Джил Пейтън Уолш
- Lord Peter Views the Body (1928) – разкази
Лорд Питър прави оглед на трупа, изд.: „Хр. Г. Данов“, Пловдив (1984), прев. Виолина Хаджидемирева и др.
- Lord Peter (1971) – разкази
- Striding Folly (1972) – разкази

### Пиеси
- Busman's Honeymoon (1935)[5]
- The Zeal of Thy House (1937)[5]
- He That Should Come (1938)
- The Devil To Pay (1939)
- Love All (1940)
- The Man Born to Be King (1941)[1]
- The Just Vengeance (1946)
- Where Do We Go from Here? (1948)
- The Emperor Constantine (1951)

### Разкази
- Bitter Almonds ()[1]
- The Image in the Mirror
- A Matter of Taste
- The Necklace of Pearls
- One Too Many
- Suspicion
- The Cave of Ali Baba (1928)
- The Cyprian Cat (1933)
- Absolutely Elsewhere (1934)

### Сборници
- Hangman's Holiday (1933) – разкази[3]
- In the Teeth of the Evidence (1939) – разкази
- A Treasury of Sayers Stories (1958)

### Поезия
- OP. I (1916)
- Catholic Tales and Christian Songs (1918)
- The Quorum	 (1920)
- Lord, I Thank Thee (1943)
- The Story of Adam and Christ (1955)

### Съвместни романи с други писатели от „Детективски круб“
- The Floating Admiral (1929)[5]
- Ask a Policeman (1933)
- Double Death (1939)

### Документалистика
- The Murder of Julia Wallace (1936)[1][2][3]
- The Mind of the Maker (1941)
- Unpopular Opinions (1946)
- Creed or Chaos? (1947)[4]
- The Lost Tools of Learning (1947)
- Further Papers on Dante (1957)
- Are Women Human? (1959)
- The Days of Christ's Coming (1960)
- Wilkie Collins (1977)
- The Whimsical Christian (1987)
- Spiritual Writings (1993)

### Екранизации
- 1935 The Silent Passenger – история
- 1940 Busman's Honeymoon
- 1947 Busman's Honeymoon – тв филм
- 1948 He That Should Come – тв филм
- 1949 Suspense – тв сериал, 1 епизод
- 1950 Actor's Studio – тв сериал, 1 епизод
- 1950 Lights Out – тв сериал, 1 епизод
- 1951 Studio One – тв сериал, 1 епизод
- 1953 Eye Witness – тв сериал, 1 епизод
- 1955 Alfred Hitchcock Presents – тв сериал, 1 епизод
- 1957 Busman's Honeymoon – тв филм
- 1960 Startime – тв сериал, 1 епизод
- 1961 The Man Born to Be King – тв филм
- 1964 Vrazda potrebuje reklamu – тв филм, по Murder Must Advertise
- 1968 In die dagen – тв филм
- 1972 Clouds of Witness – тв сериал, 5 епизода
- 1973 The Unpleasantness at the Bellona Club – тв минисериал, 4 епизода
- 1973 Orson Welles' Great Mysteries – тв сериал, 1 епизод
- 1973 Murder Must Advertise – тв сериал, 4 епизода
- 1974 The Nine Tailors – тв сериал, 4 епизода
- 1975 Five Red Herrings – тв сериал, 4 епизода
- 1987 A Dorothy L. Sayers Mystery – тв сериал, 10 епизода
- 1989 Ziadna stopa po zlocine – тв филм

## Книги за нея
частично представяне
- Such a Strange Lady (1975) от Джанет Хичман[1][6]
- Maker and Craftsman (1978) от Алзина Стоун Дейл
- Dorothy L. Sayers: Her Life and Soul (1998) от Барбара Рейнолдс
- Writing Perfomances (2004) от Кристъл Даунинг